# Jean Françaix
Jean-René Françaix (ur. 23 maja 1912 w Le Mans, zm. 25 września 1997 w Paryżu) – francuski kompozytor.

## Życiorys
Pochodził z rodziny muzycznej. Jego ojciec, Alfred Françaix, był kompozytorem, pianistą i dyrektorem konserwatorium w Le Mans, matka natomiast uczyła śpiewu. Po ukończeniu studiów w rodzinnym mieście wyjechał do Paryża, gdzie w 1924 roku rozpoczął naukę w Konserwatorium Paryskim. Jego nauczycielami byli Nadia Boulanger (kompozycja) i Isidor Philipp (fortepian). Studia ukończył w 1930 roku z pierwszą nagrodą. Był uczestnikiem festiwali Międzynarodowego Towarzystwa Muzyki Współczesnej w Wiedniu (1932), Baden-Baden i Brukseli (1936), Florencji (1937), Palermo (1949) i Frankfurcie (1951). W 1950 roku otrzymał Prix du Portique za całokształt twórczości. Sporadycznie występował jako pianista, wykonując własne utwory.
Odznaczony krzyżem kawalerskim Legii Honorowej, krzyżem oficerskim Orderu Narodowego Zasługi i krzyżem kawalerskim Orderu Sztuki i Literatury. Laureat Prix Arthur Honegger (1992).

## Twórczość
Był przedstawicielem neoklasycyzmu w muzyce. Jego neoklasycyzm w przeciwieństwie do Strawinskiego, Prokofjewa i grupy Les Six jest jednak mniej dysonansowy i mniej modernistyczny. W twórczości Françaix widoczne są nawiązania do Chabriera, Satiego, Poulenca i Ravela. Muzyka kompozytora cechuje się przejrzystą fakturą, na ogół diatoniczną melodyką, tonalną harmoniką, żywą rytmiką i barwną instrumentacją.

## Ważniejsze kompozycje
(na podstawie materiałów źródłowych)

### Utwory orkiestrowe
- Symfonia (1932)
- Serenada na małą orkiestrę (1934)
- suita z baletu Le roi nu (1935)
- suita Au musée Grévin (1936)
- 7 walców Les bosquets de Cythère (1946)
- suita La douce France (1946)
- Symfonia na smyczki (1948)
- Symfonia (1953)
- suita filmowa Si Versailles m’était conte (1954)
- Sérénade B E A (Jeu de cores sur trois notes) na orkiestrę smyczkową (1955)
- Hymne solennel-hommage à Marguerite Long (1956)
- 6 grandes marches (1957)
- La naissance de Vénus de Botticelli (1960)
- suita La dialogue des carmélites (1960)
- 6 preludiów na orkiestrę smyczkową (1963)
- Thème et variations (1974)
- fantazja La ville mystérieuse według powieści J. Verne’a (1974)
- Cassazione na 3 orkiestry (1975)
- Ouverture anacréontique (1978)
- Pavane pour un génie vivant (1987)
- koncert Suivi d’une surprise na 15 solistów, kotły i smyczki lub orkiestrę (1988)
- 85 mesures et un Da capo na małą orkiestrę (1991)

### Utwory na instrumenty solowe i orkiestrę
- Concertino na fortepian i orkiestrę (1932)
- Divertissement na trio smyczkowe, instrumenty dęte, perkusję, harfę i kontrabas (1933)
- Fantazja na wiolonczelę i orkiestrę (1934, nowe opracowanie 1955)
- Suita na skrzypce i orkiestrę (1934)
- Quadruple concerto na flet, obój, klarnet, fagot i orkiestrę (1935)
- Koncert fortepianowy (1936)
- Musique de cour na flet, skrzypce i orkiestrę (1937)
- Rhapsodie na altówkę i małą orkiestrę (1946)
- Variations de concert na wiolonczelę i orkiestrę smyczkową (1950)
- Divertissement na skrzypce i orkiestrę dętą (1953)
- Koncert wiolonczelowy (1954)
- Concertino na skrzypce i orkiestrę (1954)
- Divertimento na róg i orkiestrę (1954)
- Koncert na klawesyn i 11 instrumentów (1959)
- L’horloge de Flore na obój i orkiestrę (1959)
- Koncert na 2 fortepiany i orkiestrę (1965)
- Koncert fletowy (1966)
- Koncert na róg i orkiestrę (1967)
- Divertissement na fagot i orkiestrę smyczkową (1968)
- Koncert klarnetowy (1968)
- koncert Jeu poétique en six movements na harfę i orkiestrę (1969)
- Koncert skrzypcowy (1970)
- Koncert kontrabasowy (1974)
- Divertimento na flet i orkiestrę kameralną (1974)
- Le gay Paris na trąbkę i instrumenty dęte (1975)
- Variations sur un thème plaisant na fortepian i instrumenty dęte (1977)
- Concerto na 2 harfy i 11 instrumentów smyczkowych (1978)
- Ode à la Liberté na orkiestrę dętą, kotły, perkusję, czelestę i harfę (1985)

### Utwory kameralne
- Bagatelles na kwartet smyczkowy i fortepian (1931)
- Trio smyczkowe (1933)
- Kwartet na flet, obój, klarnet i fagot (1934)
- Kwartet smyczkowy (1934)
- Sonatina na skrzypce i fortepian (1934)
- Kwintet na flet, harfę i trio smyczkowe (1934)
- Mały kwartet na 4 saksofony (1935)
- Divertissement na fagot i kwintet smyczkowy (1942)
- Mouvement perpétuel na wiolonczelę i fortepian (1944)
- Divertissement na obój, klarnet i fagot (1947)
- L’heure de berger na flet, obój, klarnet, fagot, róg i fortepian lub na oktet dęty i fortepian (1947)
- Kwintet na flet, obój, klarnet, fagot i róg (1948)
- Variations sans thème na wiolonczelę i fortepian (1951)
- Sonatina na trąbkę i fortepian (1952)
- Morceau de consours na trąbkę (1952)
- Canon à l’octave na róg i fortepian (1953)
- Divertimento na flet i fortepian (1953)
- Rondo na kwintet smyczkowy (1957)
- Suita na flet (1962)
- Kwartet na rożek angielski i trio smyczkowe (1970)
- Trio na flet, harfę i wiolonczelę (1971)
- 9 pièces caractéristiques na 2 flety, 2 oboje, 2 klarnety i 2 rogi (1973)
- Aubade na 12 wiolonczel (1975)
- Cinque piccoli duetti na harfę i flet (1975)
- Prélude, Sarabande et Gigue na trąbkę i fortepian (1975–1986)
- Thème varié na kontrabas (1976)
- Sept impromptus na flet i fagot (1977)
- Les petits Paganini na skrzypce solo i 4 skrzypiec (1979)
- Petite valse européenne na tubę i podwójny kwintet dęty (1979)
- Tema con 8 variazioni na skrzypce (1980)
- Duo baroque na kontrabas i harfę (1980)
- 8 bagatelles na kwartet smyczkowy i fortepian (1980)
- Mozart new-look na kontrabas i instrumenty dęte (1981)
- Onze Variations na 9 instrumentów dętych i kontrabas (1982)
- Sonata na flet prosty i gitarę (1984)
- Hommage à l’ami Papageno na fortepian i zespół instrumentów dętych (1984)
- Passacaille na gitarę (1985)
- Trio na skrzypce, wiolonczelę i fortepian (1986)
- Noël nouvelet – et „Il est ne, le Devin Enfant” na 12 wiolonczel (1987)
- podwójny kwintet Dixtour na instrumenty dęte i smyczki (1987)
- Notturno na 4 rogi (1987)
- Kwintet na flet prosty, 2 skrzypiec, wiolonczelę i klawesyn (1988)
- Le Colloque des deux perruches na flet i flet altowy (1989)
- Trio na klarnet, altówkę i fortepian (1990)
- Suita na 4 saksofony (1990)
- Sekstet dęty (1991)
- Pour remercier l’Auditoire na flet, klarnet, róg, skrzypce, wiolonczelę i fortepian (1994)
- Kwartet na klarnet, rożek basetowy, klarnet basowy i fortepian (1994)
- Trio na obój, fagot i fortepian (1994)
- Trio na flet, wiolonczelę i fortepian (1995)
- Deux pièces na fagot i fortepian (1996)
- Celestes Schubertiades na 2 flety, 2 oboje, 2 klarnety, 2 fagoty i 2 rogi (1996)

### Utwory fortepianowe
- Scherzo (1932)
- 5 portraits de jeunes filles (1936)
- Éloge de la danse (6 épigraphes de P. Valéry) (1947)
- Si Versailles m’était conté... (1953)
- Napoléon na fortepian na 4 ręce (1954)
- Six grandes marches (1957)
- 8 danses exotiques na 2 fortepiany (1957); nr 1, 2, 5, 6 i 4 opracowane jako 5 danses exotiques na saksofon i fortepian (1961)
- Danse de trois arlequins (1959)
- Sonata (1960)
- Cinq „Bis” (1965)
- 15 portraits d’enfants d’Auguste Renoir na fortepian na 4 ręce (1971)
- Zehn Stücke für Kinder zum Spielen und Träamen (1975)
- Acht Variationen über den Namen Johannes Gutenberg (1982)
- La Promenade d’un Musicologue Eclectique (1987)
- Nokturn (1994)

### Utwory organowe
- Marche solenelle (1956)
- Suite carmélite (1960)
- Suite profane (1984)
- Messe de Mariage (1988)

### Utwory na klawesyn
- 6 utworów L’insectarium (1953)
- Deux pièces (1977)

### Utwory wokalno-instrumentalne
- Ode à la gastronomie na chór a cappella (1953)
- 5 chansons pour les enfants na chór dziecięcy i orkiestrę do słów kompozytora (1932)
- 3 duos na 2 soprany i kwartet smyczkowy (1935)
- 3 épigrammes na sopran lub tenora i fortepian lub na 4 głosy i kwintet smyczkowy (1938)
- oratorium fantastyczne L’apocalypse selon Saint-Jean na 4 głosy, chór i 2 orkiestry (1939)
- Cantate en l’honneur de Sully na baryton, smyczki, 4 trąbki i orkiestrę (1942)
- 5 pieśni L’adolescence clémentine na głos i fortepian, słowa Clément Marot (1942)
- Invocation à la volupté na baryton i orkiestrę, słowa Jean de La Fontaine (1946)
- 2 motets na chór i orkiestrę (1946)
- 5 poèmes de Charles d’Orléans na głos i fortepian (1946)
- Prière du soir – Chanson na głos i gitarę lub fortepian (1947)
- kantata satyryczna Juvenalia na kwartet wokalny i fortepian na 4 ręce, słowa kompozytora (1947)
- 8 anecdotes de Chamfort na głos niski i fortepian (1948)
- Scherzo impromptu na głos i fortepian (1949)
- Cantate de Méphisto na bas i orkiestrę smyczkową, słowa Paul Valéry (1952)
- kantata humorystyczna Déploration de Tonton (Chien fidèle) na mezzosopran i orkiestrę smyczkową (1956)
- Naissance du poussin na głos i fortepian (1957)
- La chatte blanche na tenora i fortepian (1957)
- L’homme entre deux âges et ses deux maîtresses na głos, flet i kwintet smyczkowy, słowa Jean de La Fontaine (1958)
- Le coq et le renard i La grenouille qui veut se faire aussi grosse que le boeuf na głos i fortepian, słowa Jean de La Fontaine (1963; wersja na chór męski lub kwartet męski i fortepian 1965)
- kantata Petit salmigondis (1967)
- Les inestimables chroniques du bon géant Gargantua na orkiestrę smyczkową i recytatora (1970)
- kantata La promenade à Versailles na 4 głosy męskie i 11 instrumentów smyczkowych (1976)
- La Cantate des Vieillards na tenora, bas i smyczki (1978)
- Psyché na narratora i orkiestrę (1981)
- Trois poèmes de Paul Valéry na chór (1982)
- Triade de toujours na sopran, baryton, kwintet dęty, kwartet smyczkowy i harfę (1991)
- Neuf Historiettes na baryton, saksofon tenorowy i fortepian (1997)

### Opery
- 1-aktowa kameralna opera komiczna Le diable boîteux na tenora, bas i małą orkiestrę, libretto kompozytora według Alain-René Lesage’a (1938)
- 1-aktowa komedia muzyczna L’apostrophe, libretto według Contes drôlatiques Balzaca (1940)
- La main de gloire, libretto według Gérarda de Nervala (1945)
- 1-aktowa opera liryczna Paris à nous deux (ou le Nouveau Rastignac), libretto France Roche i kompozytor (1954)
- 4-aktowa La princesse de Clèves, libretto Marc Lanjean i kompozytor według Madame de La Fayette (1965)

### Balety
- Beach (1933)
- Scuola di ballo (1933)
- Les malheurs de Sophie (1935)
- Le roi nu (1936)
- Le jeu sentimental (1936)
- La lutherie enchantée (1936)
- Le jugement d’un fou (1939)
- Verreries de Venise (1939)
- Les demoiselles de la nuit (1948)
- mały balet wojskowy Les zigues de Mars (1950)
- A la Franççaix (1951)
- Midas (1952)
- La dame dans la lune (1958)
- Adages et Variations (1965)
- Le croupier amoureux (1967)
- Pierrot ou Les Secrets de la nuit (1980)
- pantomima dla aktora Die Kamelien z udziałem tancerki, recytatora, 5 mimów i orkiestry smyczkowej, libretto według Damy kameliowej Dumasa (1950)